# Metrosideros subtomentosa
Metrosideros subtomentosa là một loài thực vật có hoa trong Họ Đào kim nương. Loài này được Carse mô tả khoa học đầu tiên năm 1927.